# Aldeanueva de la Sierra (kommunhuvudort)
Aldeanueva de la Sierra är en kommunhuvudort i Spanien.   Den ligger i provinsen Provincia de Salamanca och regionen Kastilien och Leon, i den centrala delen av landet, 200 km väster om huvudstaden Madrid. Aldeanueva de la Sierra ligger 981 meter över havet och antalet invånare är 115.
Terrängen runt Aldeanueva de la Sierra är platt åt nordväst, men åt sydost är den kuperad. Runt Aldeanueva de la Sierra är det mycket glesbefolkat, med 5 invånare per kvadratkilometer. Närmaste större samhälle är Tamames, 4,6 km norr om Aldeanueva de la Sierra. 